# Дармштадт
Да́рмштадт (нем. Darmstadt) — город в Германии, расположенный в южной части федеральной земли Гессен. В 1997 году Дармштадт получил официальный статус наукограда (нем. Wissenschaftsstadt).

## История

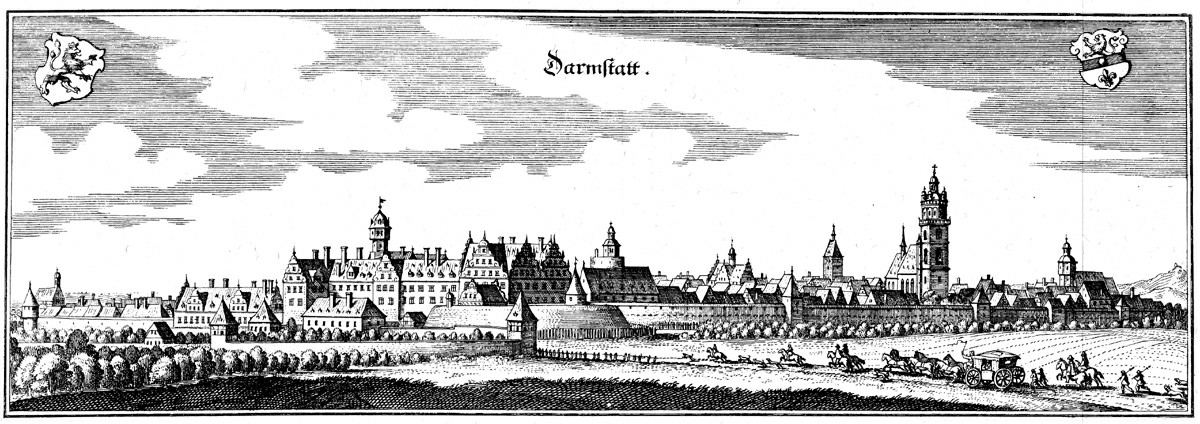
1655 год

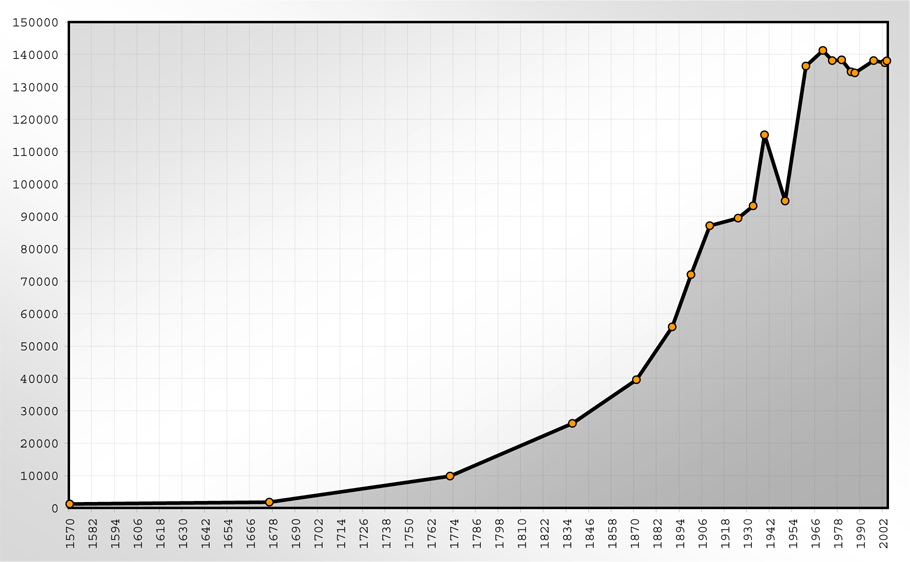
Статистика численности населения

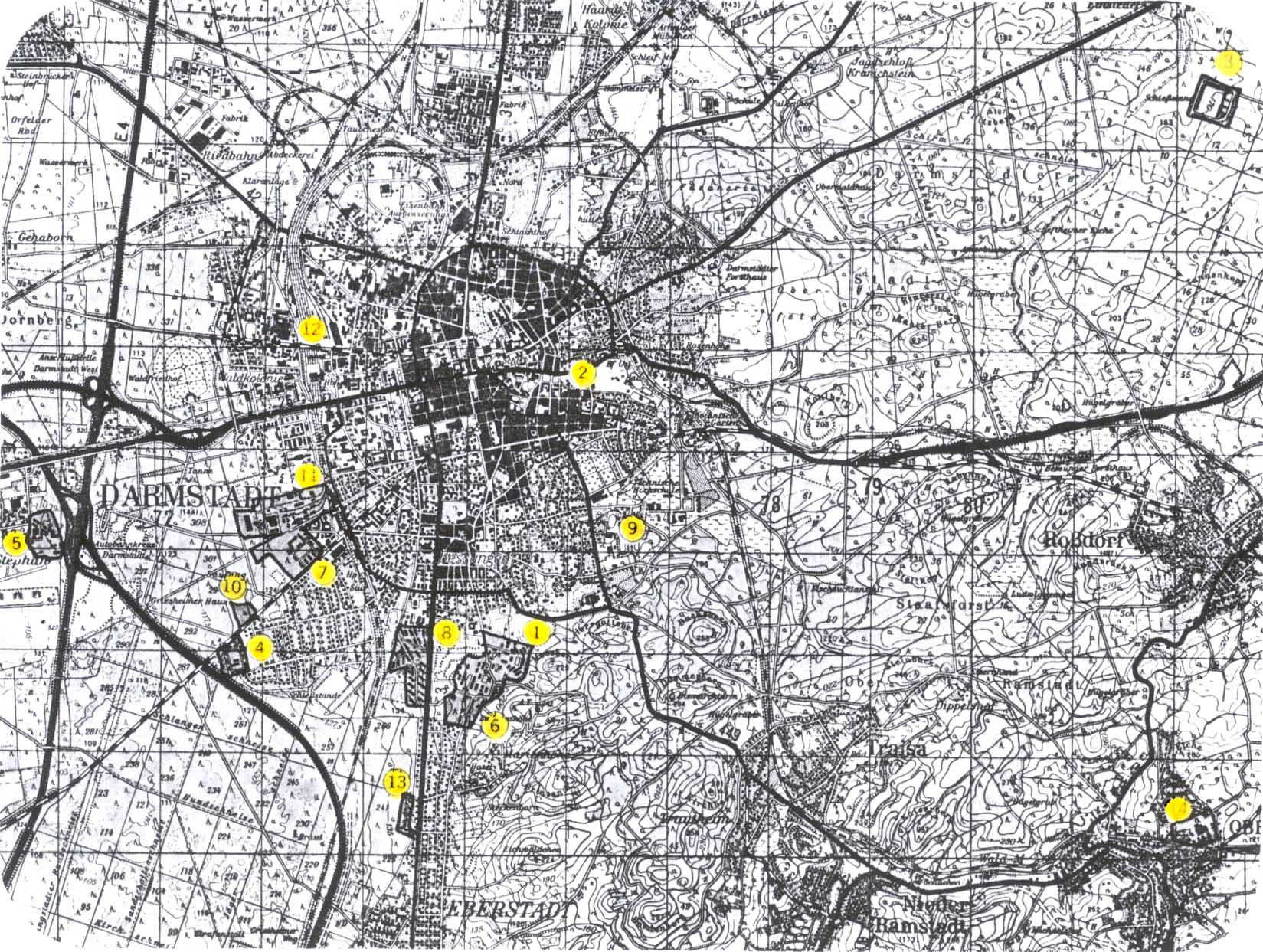
Топографическая карта, 1980

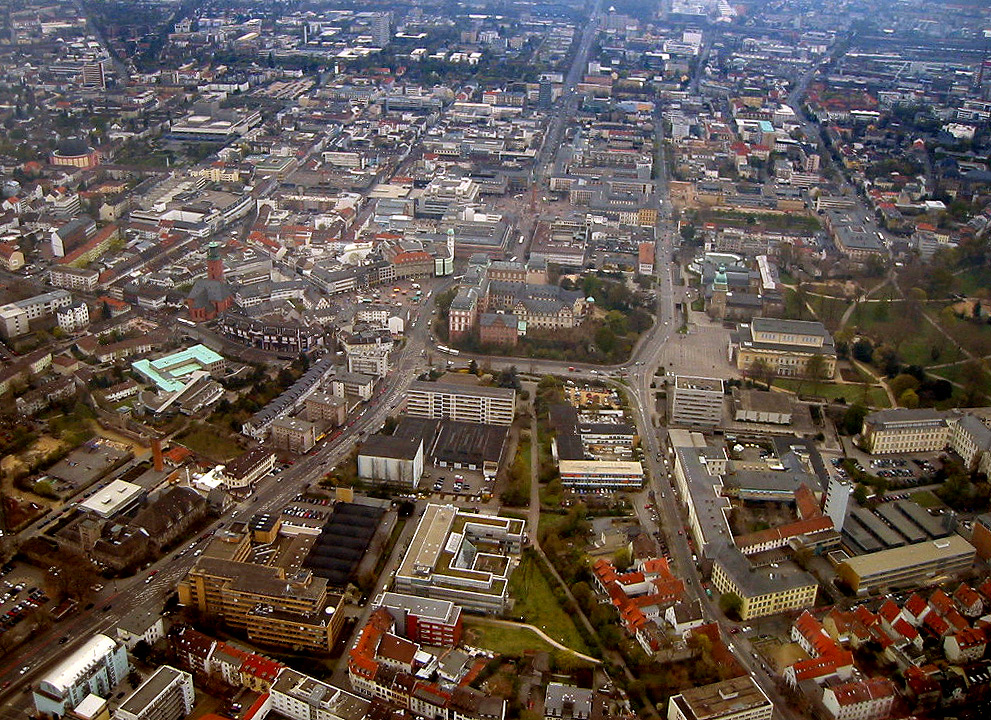
Панорама Дармштадта, 2003

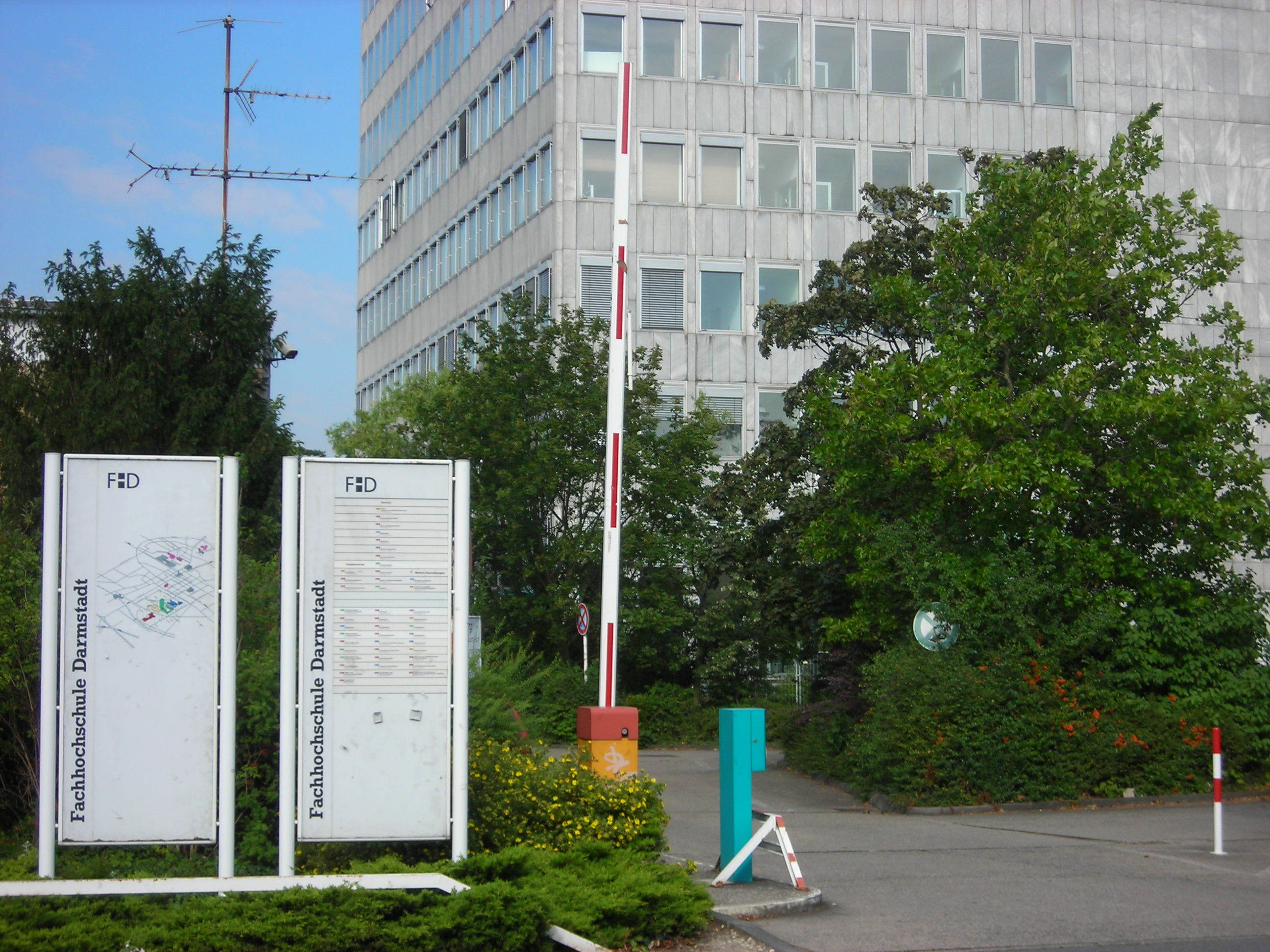
Дармштадтский университет прикладных наук

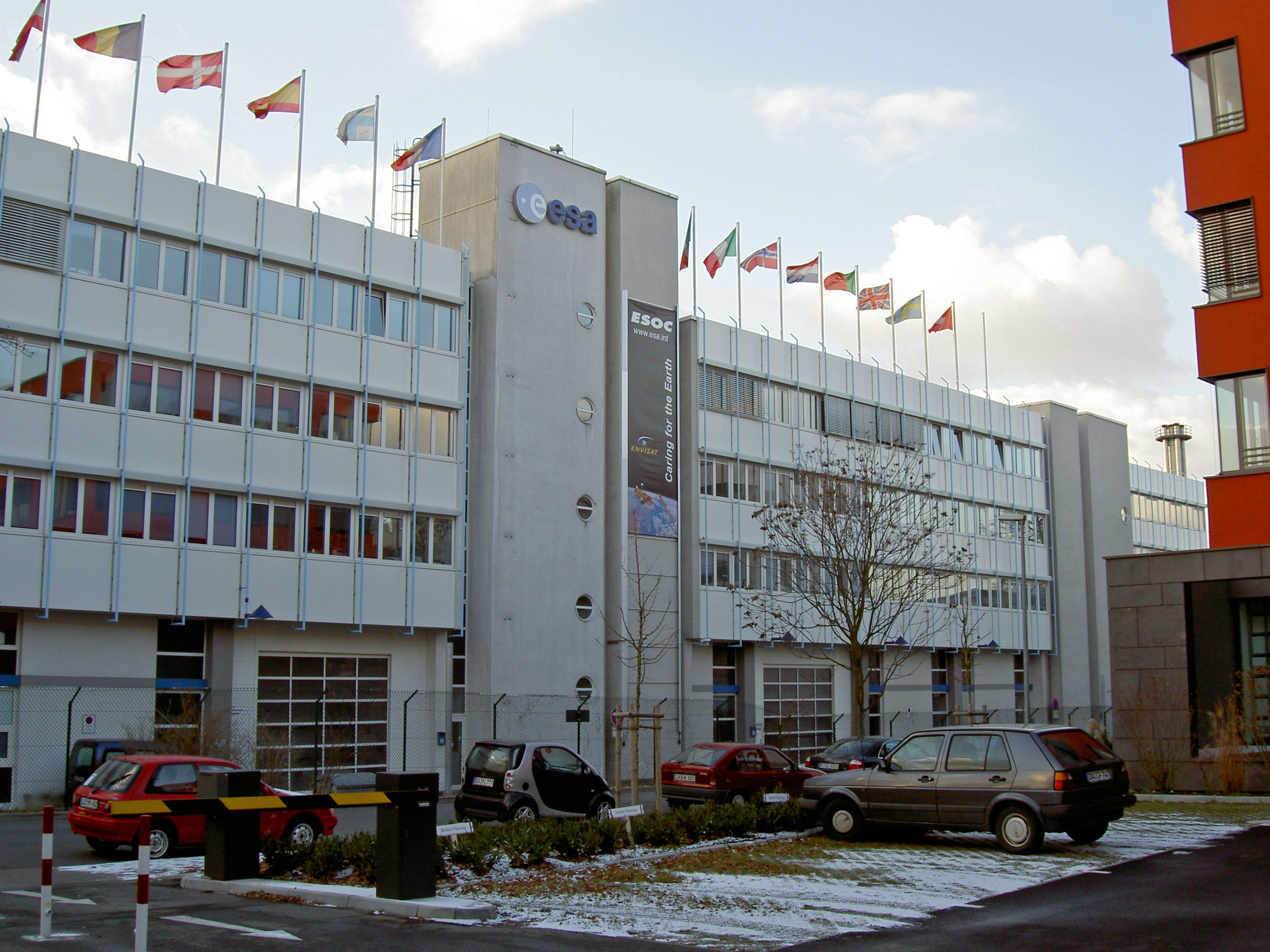
Здание ESOC

Впервые упоминается в конце XI века под названием Darmundestat.
Местные жители предполагают, что название города происходит от слова Дармбах (нем. Darmbach), названия речной протоки, некогда протекавшей через город. Фактически протока получила своё название от названия города, а не наоборот.
Официально получил статус города (1330) от императора Людвига IV Баварского, став частью графства Катценельбоген (нем. Grafschaft Katzenelnbogen), а в дальнейшем — ландграфства Гессен (нем. Landgrafschaft Hessen). С 1806 — резиденция великих герцогов Гессенских.
Две из супруг российских императоров, принадлежавшие к Гессенскому дому, родились в Дармштадте: Мария Александровна — супруга Александра II (урождённая принцесса Максимилиана Вильгельмина Мария Гессенская), и Александра Фёдоровна — жена Николая II (урождённая принцесса Алиса Гессен-Дармштадтская).
Из Дармштадта происходит мать русского поэта Афанасия Фета, который приезжал сюда по делам наследования гостиницы в центре города.

### Индустриальный век
В течение XIX столетия население города возросло с 15 000 до 72 000 жителей. В 1877 году появилась первая Техническая школа, впоследствии ставшая Техническим университетом.
В XX столетии Дармштадт стал центром художественного направления модерн (нем. Jugendstil). Ежегодные конкурсы различных проектов привели к строительству многих «архитектурных сокровищ» этого периода. В 1937 году территория Дармштадта была расширена за счёт включения в неё его пригородов.

### Третий рейх
Жители Дармштадта начали активно поддерживать нацистов, а город стал одним из основных оплотов гитлеровского режима. В Дармштадте, первом из городов Германии, сразу после прихода нацистов к власти (1933), были закрыты магазины, принадлежавшие евреям. Более 3000 евреев Дармштадта были отправлены в лагеря смерти.
Центр Дармштадта и значительная часть города были разрушены во время британской бомбардировки 11 сентября 1944 года. При бомбардировке погибло 12 300 жителей города, 66 000 лишились крова.

### Послевоенное время
После войны Дармштадт медленнее, по сравнению с другими городами Германии, восстанавливался в наиболее простом архитектурном стиле. Город стал домом для многих компаний и научно-исследовательских институтов, биотехнологий, фармацевтики, полиграфической промышленности, телесвязи, зарекомендовав себя как «Город наук». Дармштадтский университет технологий (Технический университет) известен по всему миру и ответственен за большое количество студентов, населяющих город, в 2004 году зарегистрировано 33 547 студентов.

## Население
| Год            | Численность |
| -------------- | ----------- |
| 1570           | 1220        |
| 1676           | 1790        |
| 1772           | 9800        |
| 1816           | 15 391      |
| 3 декабря 1846 | 26 300      |
| 3 декабря 1861 | 28 526      |
| 3 декабря 1864 | 29 225      |
| 1 декабря 1871 | 33 800      |
| 1 декабря 1875 | 37 273      |
| 1 декабря 1880 | 41 199      |
| 1 декабря 1885 | 43 146      |
| 1 декабря 1890 | 55 883      |
| 2 декабря 1895 | 63 168      |

| Год              | Численность |
| ---------------- | ----------- |
| 1 декабря 1900   | 72 381      |
| 1 декабря 1905   | 83 123      |
| 1 декабря 1910   | 87 089      |
| 1 декабря 1916   | 71 410      |
| 8 октября 1919   | 82 367      |
| 16 июня 1925     | 89 465      |
| 16 июня 1933     | 93 222      |
| 17 мая 1939      | 115 196     |
| 31 декабря 1945  | 69 539      |
| 13 сентября 1950 | 94 788      |
| 25 сентября 1956 | 123 306     |
| 6 июня 1961      | 136 412     |
| 31 декабря 1965  | 140 066     |

| Год             | Численность |
| --------------- | ----------- |
| 27 мая 1970     | 141 224     |
| 31 декабря 1975 | 137 018     |
| 31 декабря 1980 | 138 201     |
| 31 декабря 1985 | 134 181     |
| 25 мая 1987     | 134 272     |
| 31 декабря 1990 | 138 920     |
| 31 декабря 1995 | 138 980     |
| 31 декабря 2000 | 138 242     |
| 31 декабря 2005 | 139 103     |
| 31 декабря 2007 | 141 058     |
| 31 декабря 2011 | 143 276     |

## Культура, наука и образование
- Дармштадтский технический университет (нем. Technische Universität Darmstadt, TU Darmstadt) — один из наиболее известных технических университетов, является членом TU9, союза девяти ведущих университетов Германии[11]. Был первой в мире высшей школой, предлагавшей курсы в области электротехники в 1882/1883 году[12]. Началом его основания считается 10 октября 1877 года в качестве Технической школы (нем. Technische Hochschule zu Darmstadt), которая со временем приобрела квалификацию высшего учебного заведения.
- Дармштадтский университет прикладных наук (нем. Fachhochschule Darmstadt, University of Applied Sciences)  — один из крупнейших университетов в Гессене, известен выдающимися достижениями в области инженерии и информатики. Университет был основан в 1971 году и насчитывает 11 тыс. студентов.
- Евангелическая высшая школа Дармштадта (нем. Evangelische Hochschule Darmstadt) была открыта в 1971 году. В вузе изучают социальную и общую педагогику, детское образование и воспитание, работу с инвалидами и наркозависимыми, обучение слепых и глухонемых. Есть диаконическое отделение. Студентов в 2013 году: 1603, иностранных 54.
- Немецкая академия языка и поэзии (нем. Deutsche Akademie für Sprache und Dichtung) предназначена для учёных и писателей, изучающих немецкий язык[13].
- Институт джаза в Дармштадте (нем. Jazz-Institut Darmstadt), учреждение, в котором находится одна из крупнейших коллекций джаза в Европе[14].
- Институт музыки в Дармштадте (нем. Internationales Musikinstitut Darmstadt), имеющий крупнейшую коллекцию послевоенной музыки[15], в состав которого входит Летняя школа Новой музыки (нем. Ferienkurse für Neue Musik). Многие композиторы-авангардисты давали там лекции, включая Оливье Мессиана, Карела Гуйвартса, Лучано Берио, Милтона Бэббита, Пьера Булеза, Луиджи Ноно, Джона Мильтона Кейджа, Дьёрдя Лигети, Яниса Ксенакиса, Карлхайнца Штокхаузена и Маурисио Кагеля. С 1946 г. Летняя школа устраивает в Дармштадте международный музыкальный фестиваль, который приобрёл славу одного из самых известных фестивалей современной музыки в мире.
- Центр исследования тяжёлых ионов (нем. Gesellschaft fur Schwerionenforschung, GSI), в котором в 1994 году был впервые синтезирован химический элемент, вошедший впоследствии в Периодическую систему элементов под номером 110 и получивший имя Дармштадтий. Таким образом, Дармштадт является единственным городом Германии, по имени которого был назван элемент Периодической системы элементов.
- Европейский центр управления космическими полётами (ESOC) — научно-исследовательское подразделение Европейского космического агентства (ESA), отвечающее за управление околоземными спутниками и космическими зондами.
- Европейская организация спутниковой метеорологии (EUMETSAT) — управляющий центр европейской метеорологической спутниковой системы, предоставляющий данные о погоде и осуществляющий оперативный мониторинг климатических изменений на планете.
- Кунстхалле Дармштадта

## Спорт
Во второй бундеслиге выступает ФК «Дармштадт 98». В сезонах 1978/79, 1981/82, 2015/16, 2016/17 и 2023/2024 он выступал в высшей Бундеслиге.

## Достопримечательности

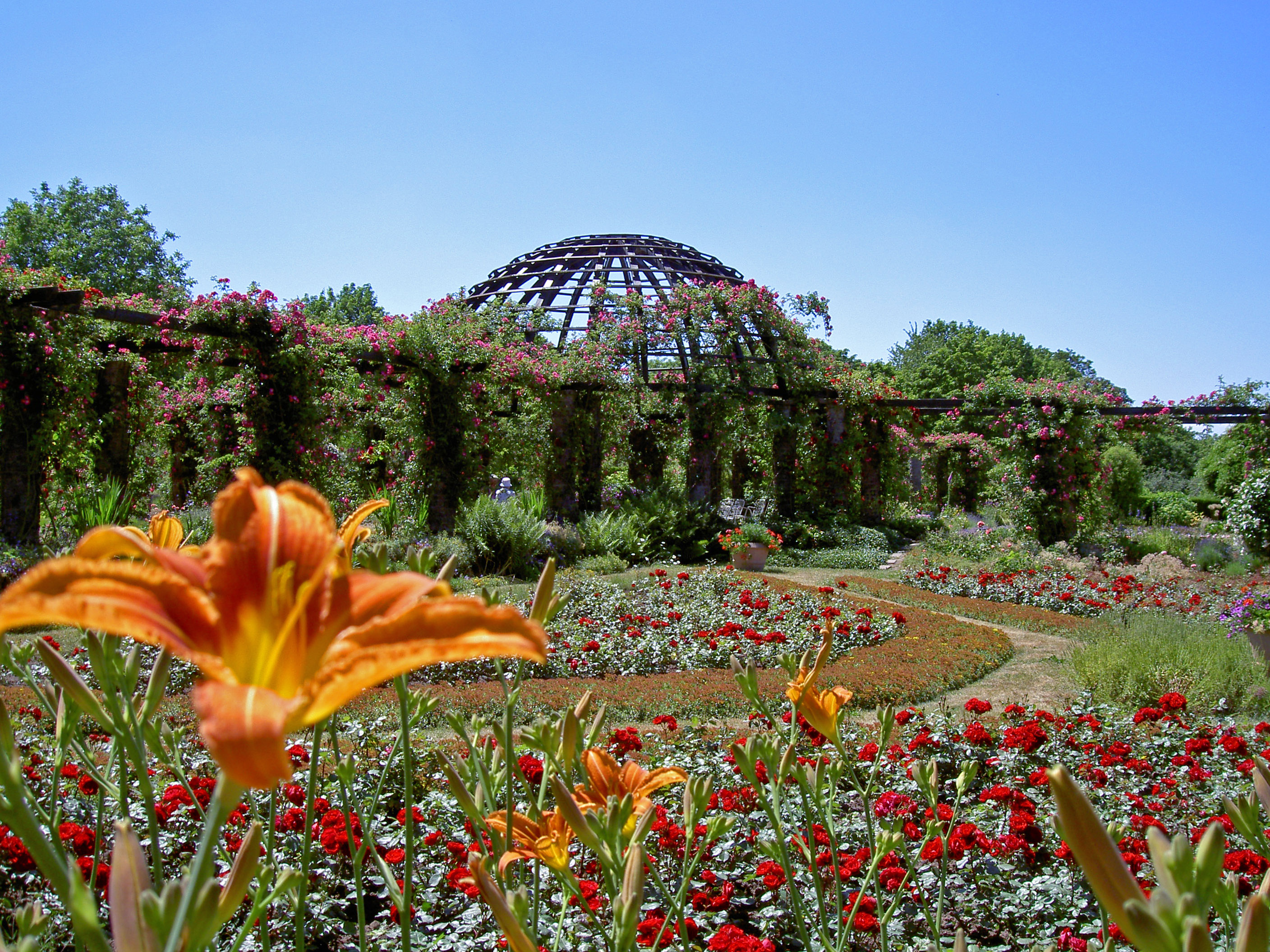
Парк Розенхёэ

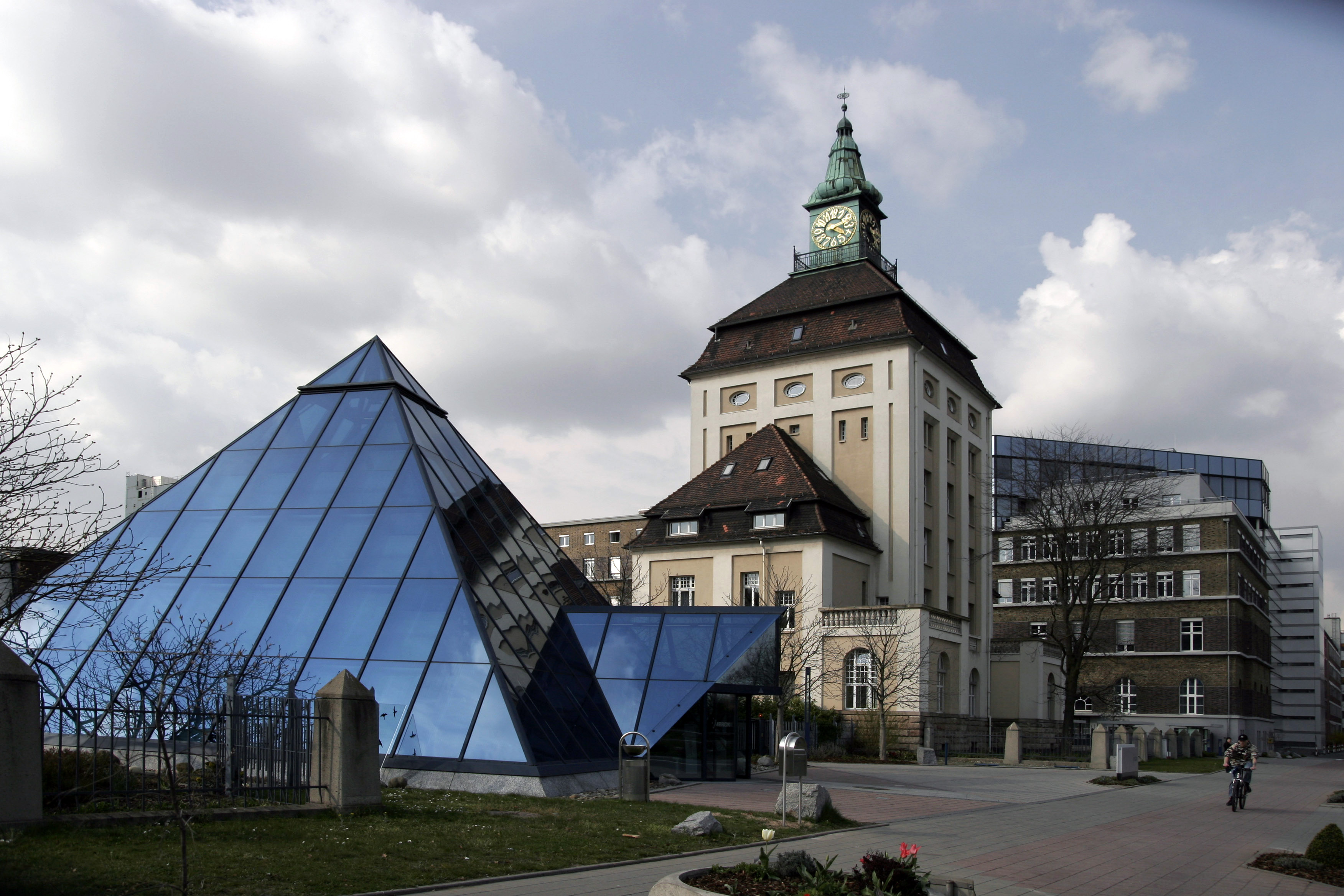
Штаб-квартира компании Merck KGaA

- Дармштадтский дворец, расположенный в центре города, был местом жительства герцогов Гессен-Дармштадтских, впоследствии Гессенских. К югу от города на северной горе Лангенберг возвышается замок Франкенштайн (нем. Frankenstein), приобретённый Гессенским домом в 1662 году. Вероятно, Мэри Шелли позаимствовала это название для своего романа «Франкенштейн» (англ. Frankenstein: or, The Modern Prometheus). Перед его написанием она путешествовала по этой области, и, скорее всего, её вдохновение было отсюда.
- Музей земли Гессен[нем.] (нем. Hessisches Landesmuseum) — универсальный (археологический, художественный, историко-технический) музей. Среди наиболее ценных артефактов — мозаика «Океан» из римских терм близ Бад-Фильбеля, алтарь неизвестного немецкого мастера (так называемый Meister des Ortenberger Altars[нем.], работал в первой трети XV века), картина П. Брейгеля «Сорока на виселице», скелет «первого дармштадтца» (датирован ок. 2000 до н.э.).
- Русская православная церковь Св. Марии Магдалины, построенная при содействии последнего российского императора Николая II и его супруги Александры Фёдоровны.
- Колония художников в Дармштадте, комплекс архитектурных памятников немецкого модерна, бо́льшая часть которых спроектирована и построена Йозефом Ольбрихом.
- Парк Розенхёэ (нем. Rosenhöhe), английский парк XIX столетия с розарием, лугами, фруктовым садом и коллекцией редких видов деревьев, популярное место отдыха горожан.
- «Лесная спираль» австрийского архитектора Фриденсрайха Хундертвассера, жилой комплекс в виде спирали, построенный между 1998 и 2000 годами. По задумке имеет абсолютное отклонение от прямоугольных форм, в различных стилях выполнены даже окна.
- Вассертурм, прежде водонапорная башня, содержит художественную галерею и ресторан.
- Площадь Луизы[нем.], формирует центр города и главным образом центр общественного транспорта.
- Сад Вортекс — пантеистический, пермакультурный общественный парк в Матильденхёэ.

## События
Каждый год в начале июля на улицах, окружающих Герцогский дворец, проходит традиционный немецкий фестиваль Хайнерфест (нем. Heinerfest). Подобный фестиваль Шлоссграбенфест (нем. Schloßgrabenfest), ориентированный на живую музыку, проводится в том же самом месте в мае. Эти два фестиваля привлекают 700 тыс. и 400 тыс. посетителей соответственно.

## Экономика
- В Дармштадте развита химическая и фармацевтическая промышленность, в частности заводы компании Мерк КГаА (нем. Merck KGaA), которая имеет в городе штаб-квартиру и более 8000 сотрудников. Мерк является крупнейшим работодателем в городе.

## Политика
Мэры с 1945 года по настоящее время
| Год       | Имя                   |
| --------- | --------------------- |
| 1945—1950 | Людвиг Метцгер¹       |
| 1951—1971 | Людвиг Энгель¹        |
| 1971—1981 | Хайнц Винфред Сабайс¹ |
| 1981—1993 | Гюнтер Метцгер¹       |
| 1993—2005 | Петер Бенц¹           |
| 2005—2011 | Вальтер Хоффман¹      |
| с 2011    | Йохан Парч²           |

¹ от социал-демократической партии
² от партии зелёных

## Религия
| Религия                | Численность | Процентное соотношение¹ |
| ---------------------- | ----------- | ----------------------- |
| Евангельские христиане | 49.762      | 35,7 %                  |
| Католики               | 27.591      | 19,8 %                  |
| Другое                 | 61.786      | 44,4 %                  |

¹ от 31.12.2005, источник: данные доклада 2006 (нем. Darmstadt Datenreport 2006)

## Транспорт
- Центральный вокзал Дармштадта, построенный в 1912 году. Здесь останавливаются местные и междугородние поезда. Станция также служит как остановка для автобусов и трамваев[18].
- Дармштадт находится примерно в 25 километрах от аэропорта Франкфурта. Автобус ездит от центрального вокзала до аэропорта.
- В городе курсирует трамвай (нем. Strassenbahn).

## Военные базы
- В области Дармштадта до сих пор[когда?]

 находятся отряды армии США. В июле 2007 года, министерство обороны США объявило, что база будет закрыта к марту 2009 и возвращена германскому правительству[19].

## Города-побратимы
- Алкмар, Нидерланды
- Брешиа, Италия
- Бурса, Турция
- Грац, Австрия
- Дьёнк[венг.], Тольна, Венгрия
- Занен, Швейцария
- Лиепая, Латвия
- Логроньо, Испания
- Плоцк, Польша
- Сегед, Венгрия
- Тронхейм, Норвегия
- Труа, Франция
- Ужгород, Украина
- Фрайберг, Саксония, Германия
- Честерфилд, Великобритания
- Якутск, Россия

## Галерея

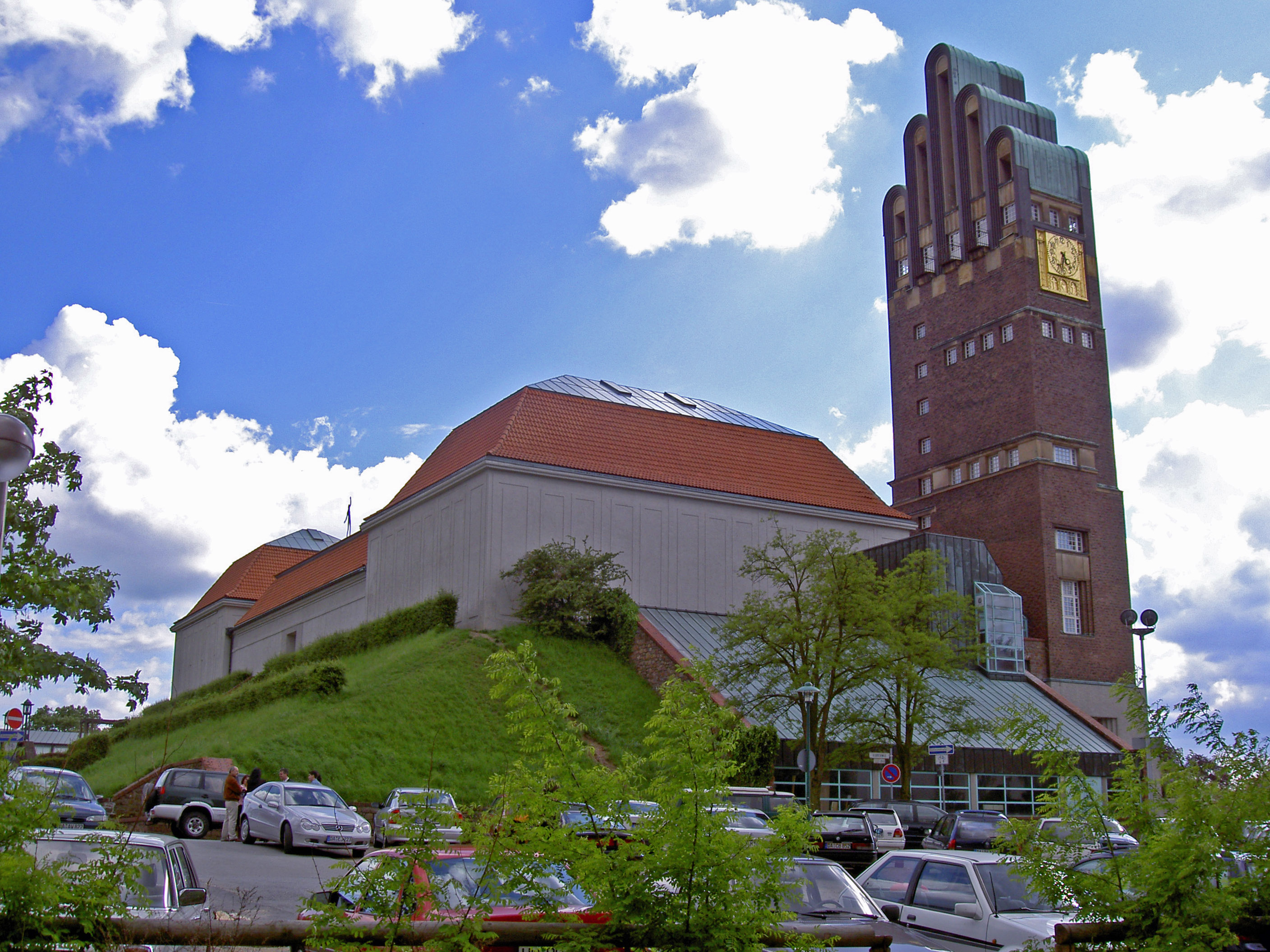
Колония художников в Дармштадте
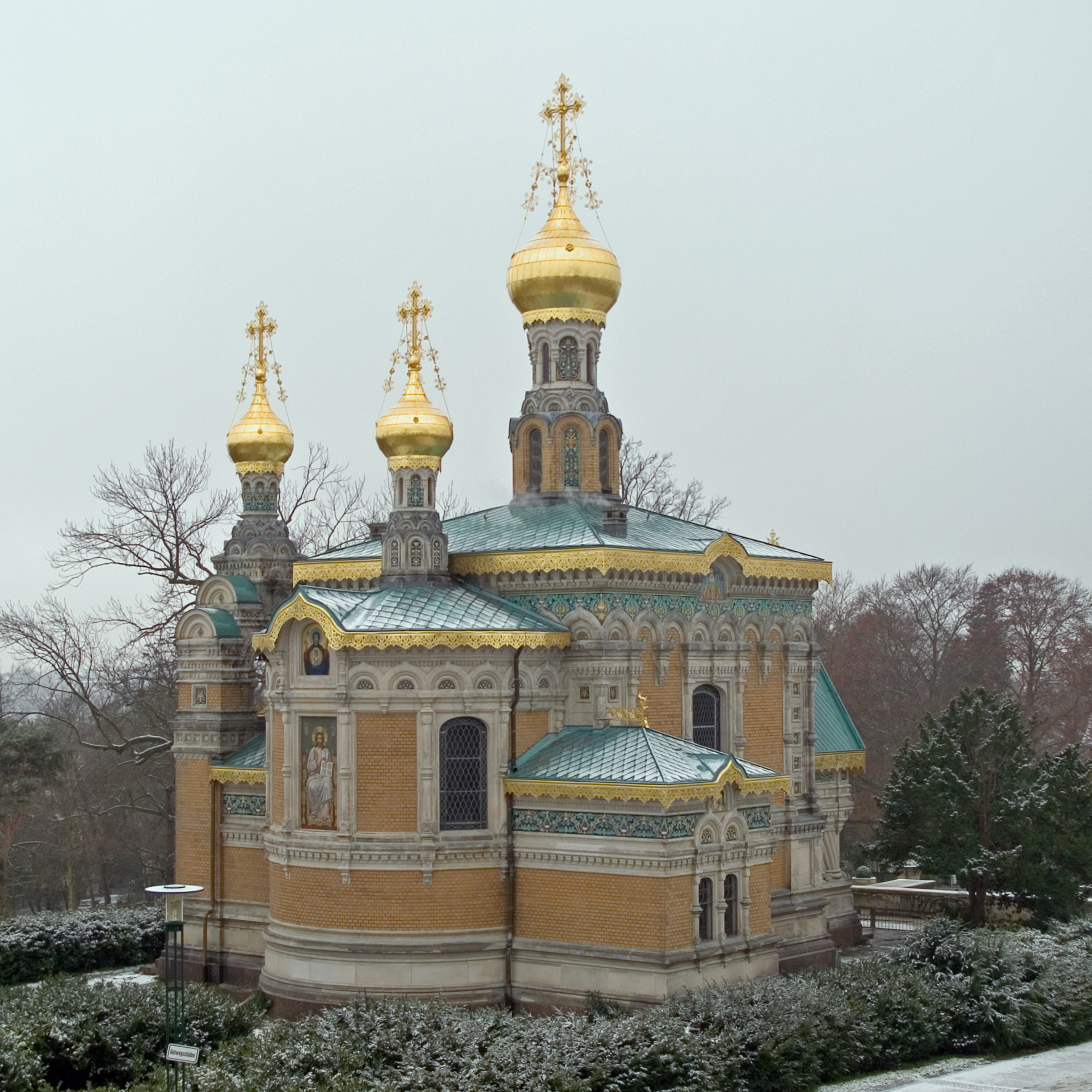
Русская церковь
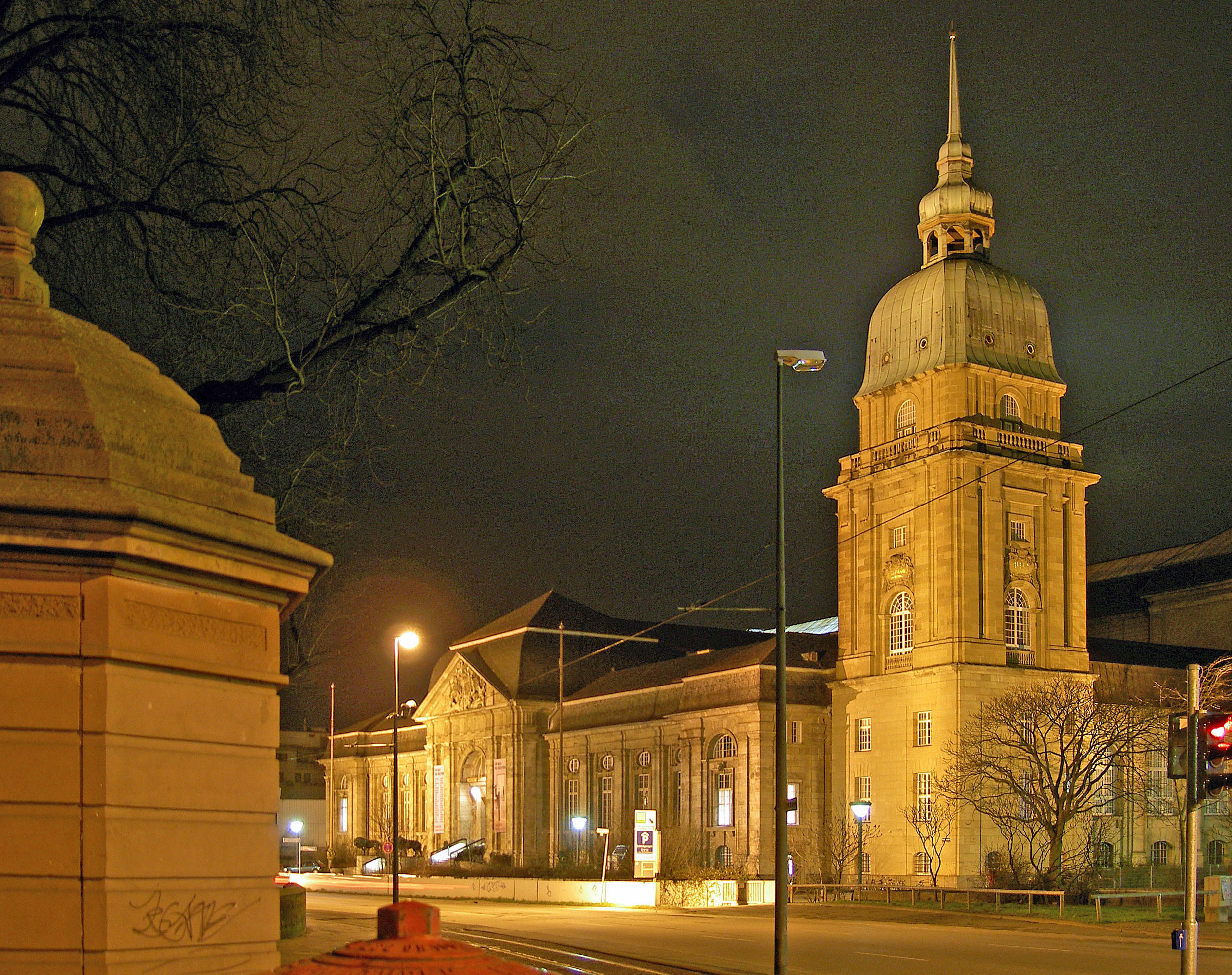
Музей земли Гессен
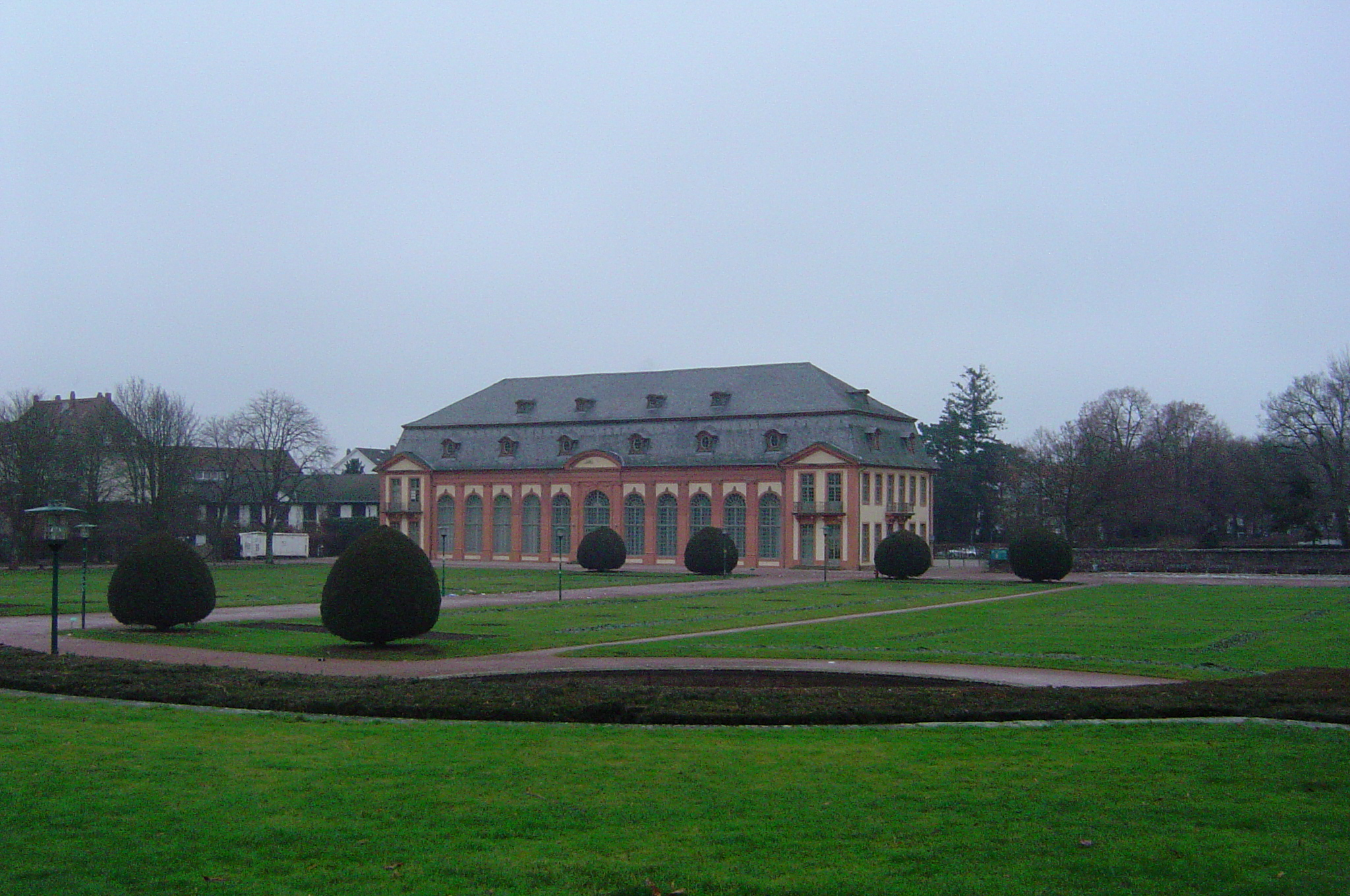
Оранжерея, южный фасад
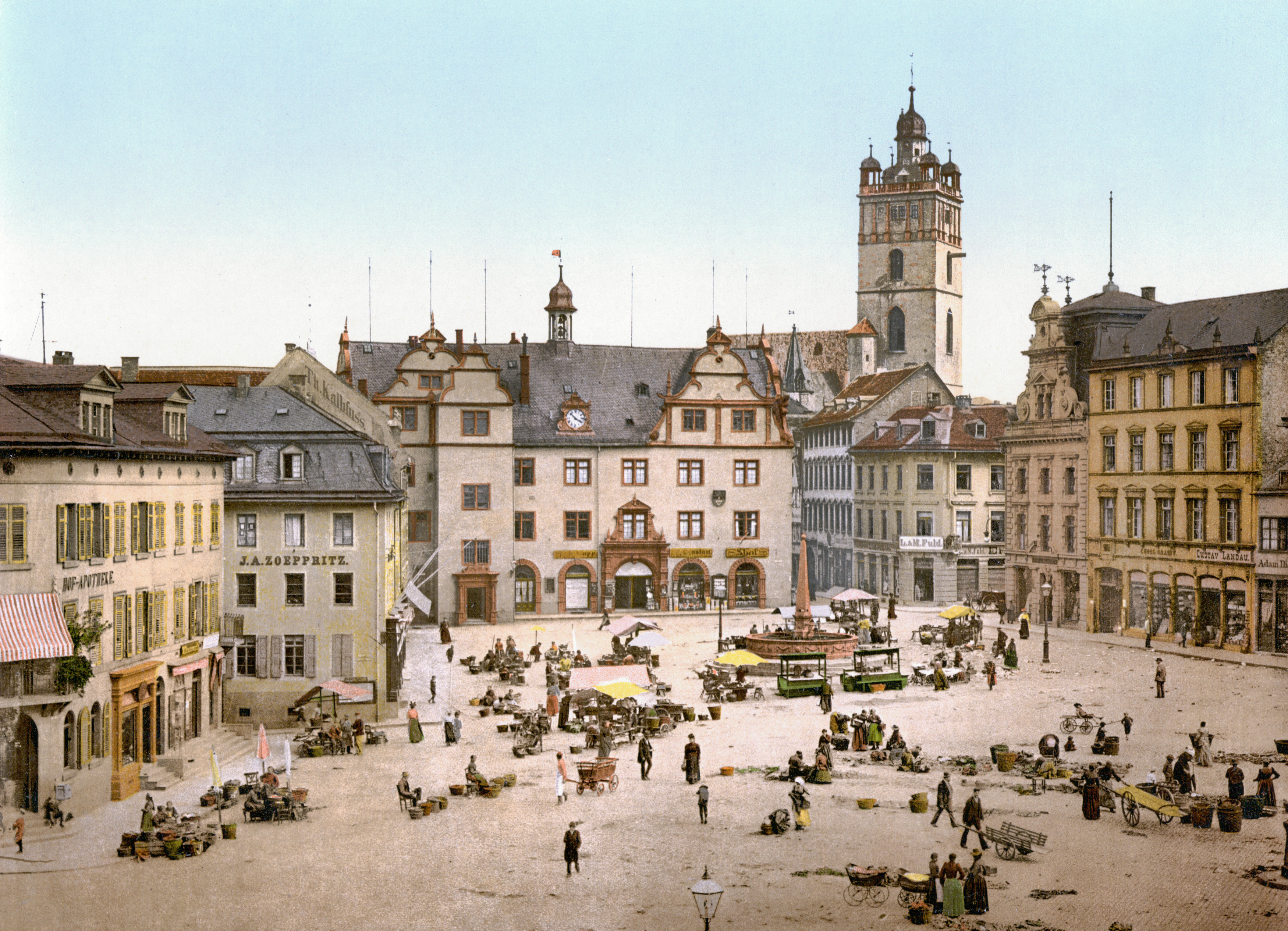
Шлоссплатц, главная площадь перед Герцогским дворцом, 1900
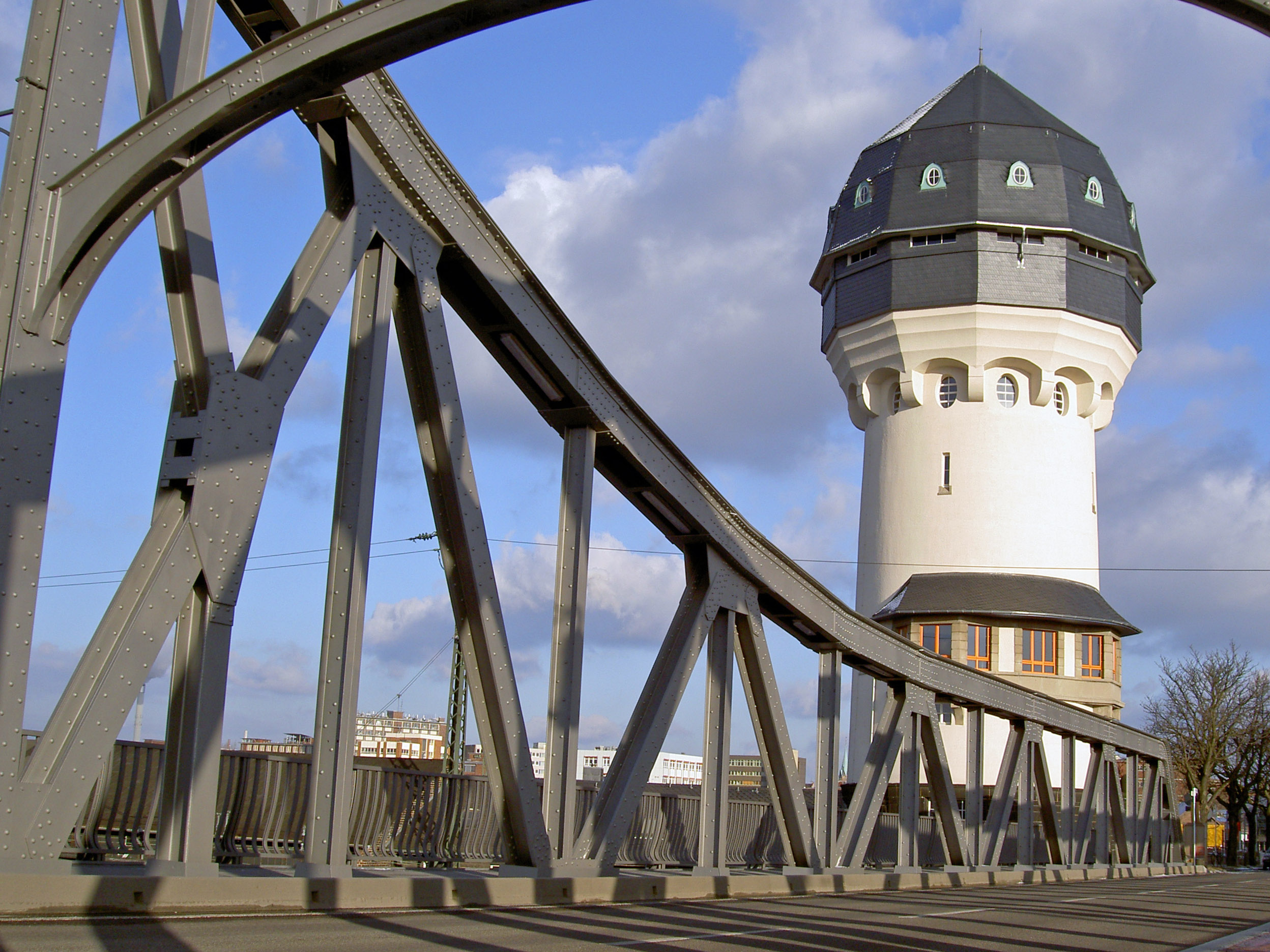
Башня Вассертурм
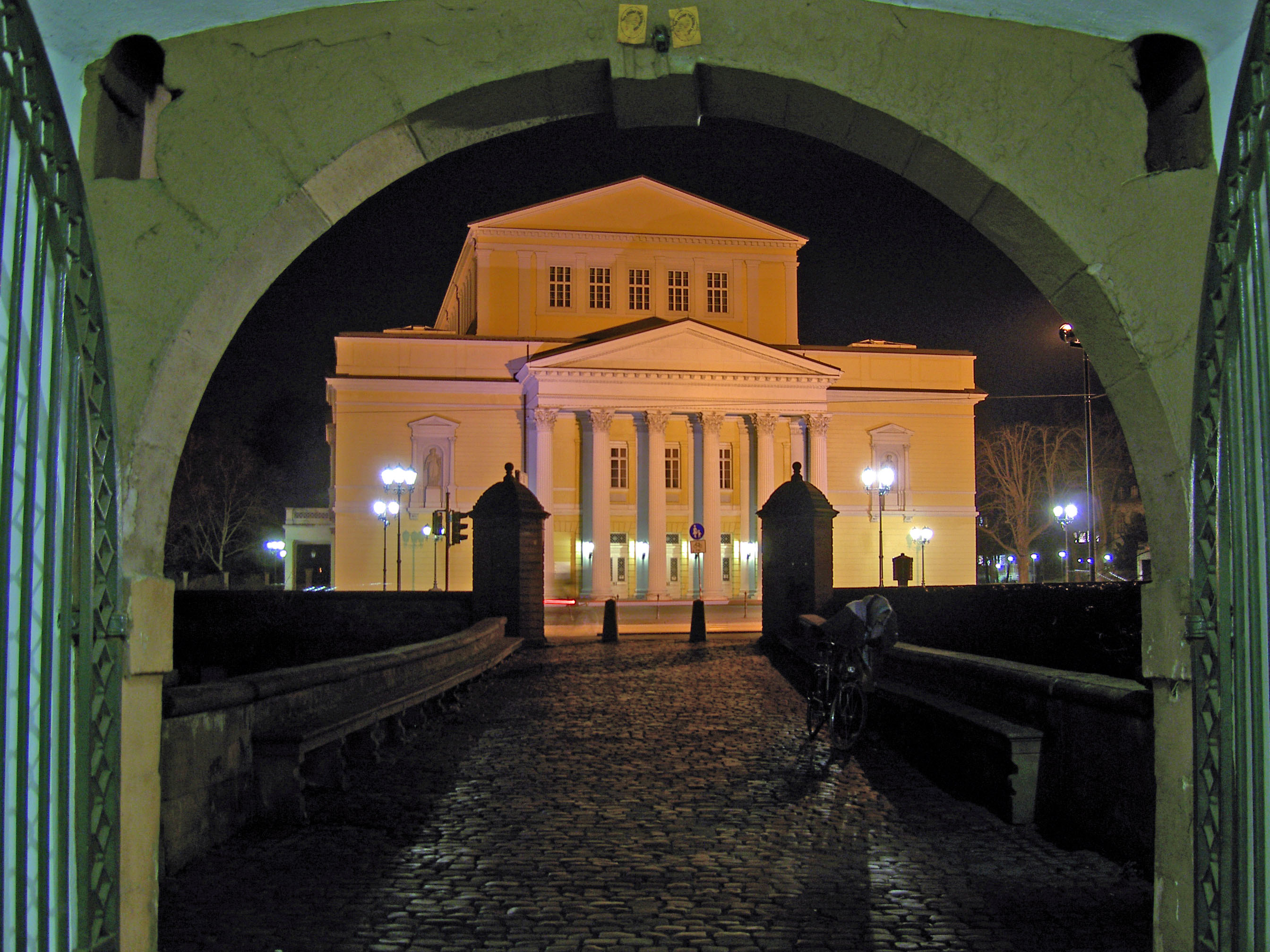
Городской архив
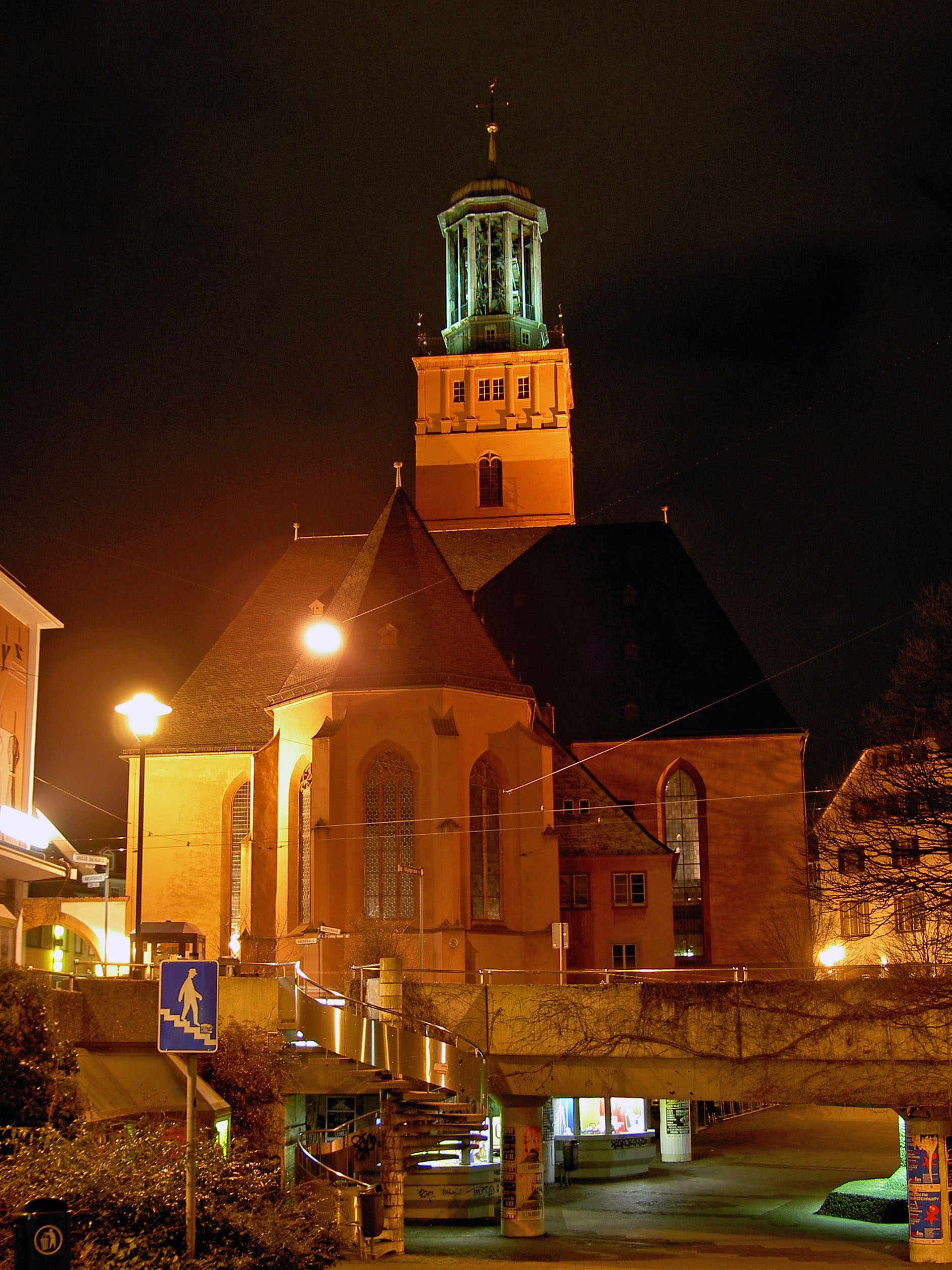
Евангелическая церковь

### Вузы и научные центры
- Darmstadt University of Technology Архивная копия от 6 июля 2006 на Wayback Machine
- University of Applied Sciences Darmstadt
- Fraunhofer Institute for Secure Information Technology
- Fraunhofer Institute for Computer Graphics
- Fraunhofer Institute for Structural Durability
- Deutsche Akademie für Sprache und Dichtung
- Gesellschaft für Schwerionenforschung
- European Space Operations Centre (ESOC)
- Fraunhofer Institute for Integrated Publication and Information Systems. Архивировано из оригинала 28 января 2007 года.
- European Organisation for the Exploitation of Meteorological Satellites (EUMETSAT)